# David Rokeah
David Rokeah (hebräisch דוד רוקח; geboren 22. Juli 1916 in Lemberg, Österreich-Ungarn; gestorben 29. Mai 1985 in Duisburg) war ein israelischer Dichter.

## Leben
1934 wanderte er in Palästina ein und verdingte sich zunächst im Straßenbau und im Orangenanbau. Später durchlief er eine Ausbildung zum Elektroingenieur.
Seine erste Gedichtsammlung veröffentlichte er noch auf Jiddisch, schrieb aber bald ausschließlich Hebräisch. Seine Werke sind in zehn Sprachen übersetzt worden. Einzelne Gedichte David Rokeahs wurden von Paul Celan, der ihn auch literarisch beriet, ins Deutsche übersetzt.
David Rokeah starb während einer Lesereise in Duisburg.

## Werke
- Be-Gesher Ha-Ye`ud, 1939
- Yamim Ashenim, 1941
- Moadei Ergah, 1954
- Arar Alei Shaham, 1958
- Kano Shel Yam, 1963
- Mi-Kayitz El Kayitz, 1964
- Shahar La-Helech, 1965
- Einayim La-Sela, 1967
- Ve-Lo Ba Yom Aher, 1969
- Ir She-Zmanah Kayitz, 1975
- Tohen Avanim, 1981
- Gevulot Ha-Ergah, 1988
- Poesie. Hebräisch-deutsch. Nachwort Hans Magnus Enzensberger. Übersetzung von Paul Celan, Werner Bukofzer u. a. Frankfurt a. M.: Suhrkamp, 1962
- Du hörst es immer. Übersetzung von Henriette Beese, Erich Fried u. a., München: Hanser 1985, ISBN 3-446-14352-1
- Ich wandle Einsamkeit um in Worte : Gedichte, ausgewählt und mit einem Nachwort versehen von Michael Krüger ; aus dem Hebräischen von Paul Celan und unter Mitwirkung des Autors übertragen von Henriette Beese [und 11 weiteren], Berlin : Suhrkamp Verlag ; Berlin : Jüdischer Verlag, 2025, ISBN 978-3-633-54338-0